# Michałkowo (gmina Tłuchowo)
Michałkowo – kolonia w Polsce, położona w województwie kujawsko-pomorskim, w powiecie lipnowskim, w gminie Tłuchowo. Miejscowość wchodzi w skład sołectwa Kłobukowo.

## Historia
Wieś włościańska wymieniana już w wieku XVII. Pod koniec XVIII w., nastąpił rozkwit gospodarczy za sprawą osiedlenia się tu niemieckich kolonistów. W połowie wieku XIX założony został kantorat, który administracyjnie podlegał parafii ewangelickiej w Sierpcu, założonej w 1837. Przy drodze do Tłuchowa stanął drewniany dom modlitwy zwieńczony cebulastą kopułą, który zdewastowano i rozebrano w 1946. Nad rzeką Skrwą założono skromny rozmiarami cmentarz ewangelicki. Do dziś zachował się w złym stanie. Pozostały jedynie fragmenty słupków ogrodzeniowych i kilka przewróconych pomników nagrobnych. Między innymi dwa analogiczne, ustawione koło siebie upamiętniają małżeństwo Albrecht - Ewę (†1936) i Augusta (†1934). Z cmentarzem graniczy boisko piłki nożnej.
W latach 1975–1998 miejscowość należała administracyjnie do województwa włocławskiego.
Zobacz też: Michałowo